# Achalcus luteipes
Achalcus luteipes är en tvåvingeart som beskrevs av Octave Parent 1933. Achalcus luteipes ingår i släktet Achalcus och familjen styltflugor. Inga underarter finns listade i Catalogue of Life.